# Бюлов (Німеччина)
Бюлов (нім. Bülow) — громада в Німеччині, розташована в землі Мекленбург-Передня Померанія. Входить до складу району Людвігслуст-Пархім. Складова частина об'єднання громад Кріфіц.
Площа — 23,85 км2. Населення становить 336 ос. (станом на 31 грудня 2020).